# Edmond De Knibber
Victor Edmond De Knibber, född 23 januari 1875 i Saint-Josse-ten-Noode, var en belgisk bågskytt. 
De Knibber deltog vid olympiska sommarspelen 1920, där han tog två guld och ett silver.